# Maurice Ferrary
Pour les articles homonymes, voir Ferrary.
Désiré Maurice Ferrary, né à Embrun (Hautes-Alpes) le 8 août 1852 et mort à Paris le 24 novembre 1904, est un sculpteur français.

## Biographie
Le père de Maurice Ferrary est propriétaire rentier à Embrun. La famille du sculpteur est originaire de la région de Côme en Italie et a fait souche dans les Hautes-Alpes. Son oncle, Barthélémy Ferrary, est député.
Ses parents s'installent en région parisienne et remarquent sa passion pour les arts et en particulier la sculpture. Ils acceptent qu’il se présente au concours d’entrée à l’École des beaux-arts de Paris, où il est admis dans l'atelier de Jules Cavelier.
Maurice Ferrary débute en 1875 au Salon des artistes français en exposant son  plâtre de Narcisse, puis son œuvre Charmeuse est récompensée par une mention honorable en 1878, ce qui le fait admettre comme sociétaire du Salon.
Il expose à tous les Salons suivants où ses œuvres d'esthétique néo-baroques sont reçues favorablement. En 1881, il fait partie des quatre sculpteurs auxquels on commande la décoration de la façade du siège du Crédit lyonnais à Paris.
En 1882, quelques mois avant la limite d'âge, il est obtient le grand prix de Rome de sculpture pour Saint-Sébastien percé de flèches et séjourne à la villa Médicis à Rome jusqu’en 1886. Il continue néanmoins à honorer ses commandes parisiennes.
Il participe à l’Exposition universelle de 1900 où il connaît un grand succès avec cinq œuvres, dont Salammbô et Diane, qui lui valent l'attribution d’une médaille d’or.
En décembre 1901, il se voit confier un poste de professeur de modelage à l’École des beaux-arts de Paris.
Il meurt le 24 novembre 1904 à Paris. Ses obsèques ont lieu à l’église Saint-Pierre de Neuilly-sur-Seine. Il est enterré à Paris au cimetière du Montparnasse (division 3).

## Distinctions
Maurice Ferrary est nommé chevalier de l'ordre national de la Légion d'honneur par décret du 25 juillet 1891.

## Œuvre

### Statues et œuvres monumentales

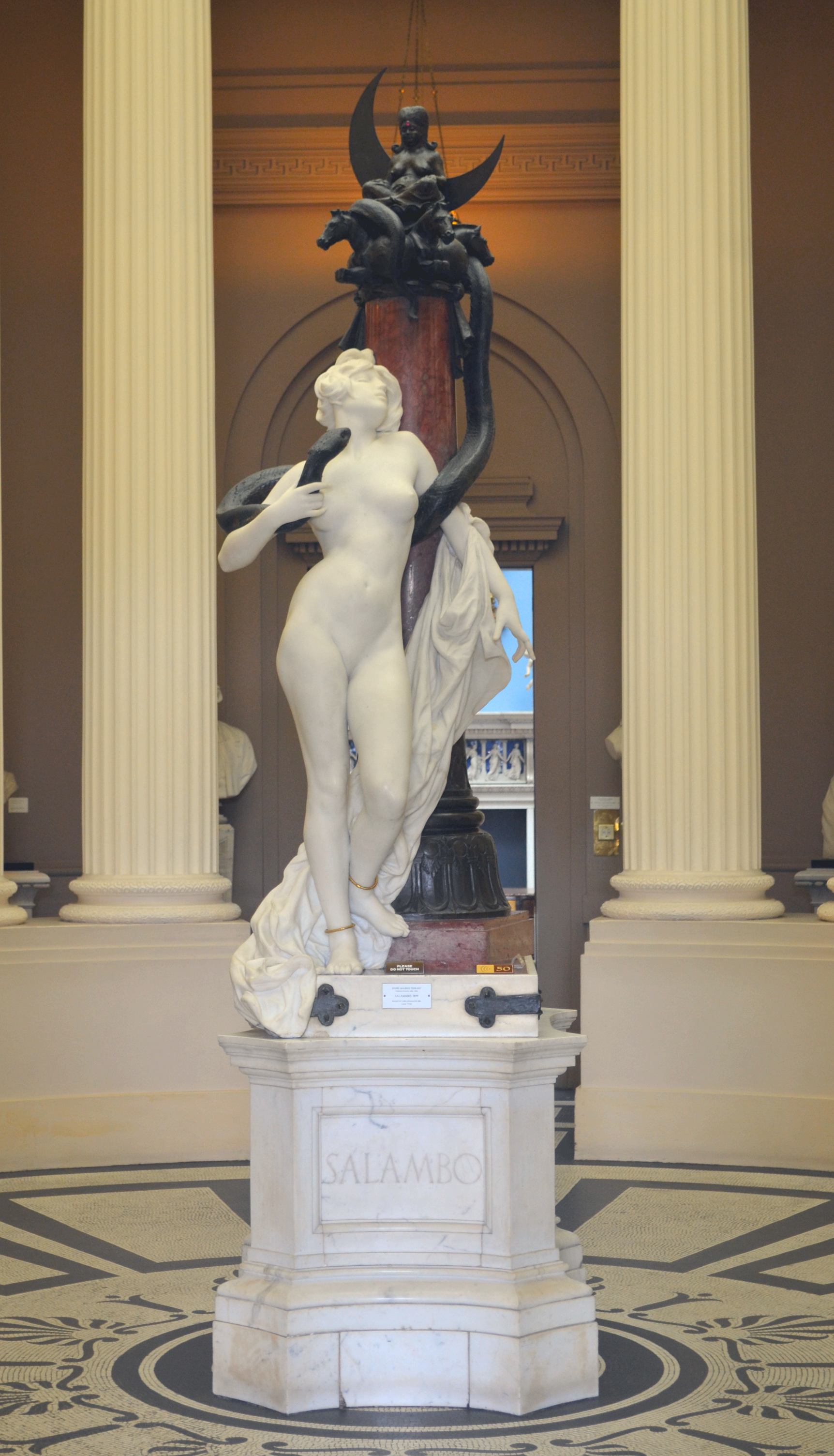
Salammbô (1899), Liverpool, Lady Lever Art Gallery.

- Besançon, jardin de l’institut universitaire de formation des maîtres : Diane, dite aussi Phébé: statue en étain exposée à l’Exposition universelle de 1900 ;
- Liverpool : Salammbô, statue en marbre et  bronze, exposée au Salon de 1899 et à l’Exposition universelle de 1900.  Liverpool, Lady Lever Art Gallery ;
- Neuilly-sur-Seine : Décollation de Saint-Jean Baptiste, dite aussi Le Bourreau : l’esquisse en plâtre de ce groupe est réalisée en 1886 à Rome puis exposée en marbre au Salon de 1889. L'œuvre est léguée à la ville de Neuilly-sur-Seine en 1904 et érigée l'année suivante dans l'espace vert situé derrière l'hôtel de ville, actuel square Jean-Mermoz[6].
- Paris : 
  - Belluaire agaçant une panthère : groupe en plâtre exposé au Salon de 1879. Cette œuvre lui vaut une médaille de troisième classe. Il l'expose en bronze[7] en 1880, puis à l’Exposition universelle de Paris de 1889. Acquise par la ville de Paris, elle est érigée square des Batignolles, et est détruite par l’occupant allemand lors de la Seconde Guerre mondiale.
  - Madame de Stael (1881) : statue en pierre de deux mètres de haut, sur la façade latérale de l’hôtel de ville de Paris.
  - Cariatide (1881) de la façade du siège central du Crédit lyonnais  à Paris, représentant une des Heures du Jour. Ces statues sont doublées dans la profondeur par des silhouettes en faible relief qui leur font écho[8]. Ferrary est l'auteur de la cariatide située à l'extrémité droite de la façade.
  - Saint-Sébastien percé de flèches (1882) : statue en plâtre (prix de Rome), École nationale supérieure des beaux-arts.
  - La Seine et ses affluents (1898) : groupe en pierre situé à droite au pied de l’escalier d’honneur du Petit Palais à Paris[9].
  - Les Enfants musiciens (1900), deux groupes en zinc situés au-dessus du porche de droite, cour du Petit Palais à Paris[10].
- Tours, Musée des Beaux-Arts : Mercure et l’Amour : groupe en plâtre exécuté à Rome pendant le séjour de l’artiste à la villa Médicis, exposé au Salon de 1886. Cette œuvre fut détruite pendant les bombardements de la ville en 1940.
- Localisation inconnue :
  - Psyché : statue en marbre, copie de la Psyché de Capou du musée de Naples ;
  - Vénus et l’Amour : groupe en marbre, Salon de 1902.

### Statuettes

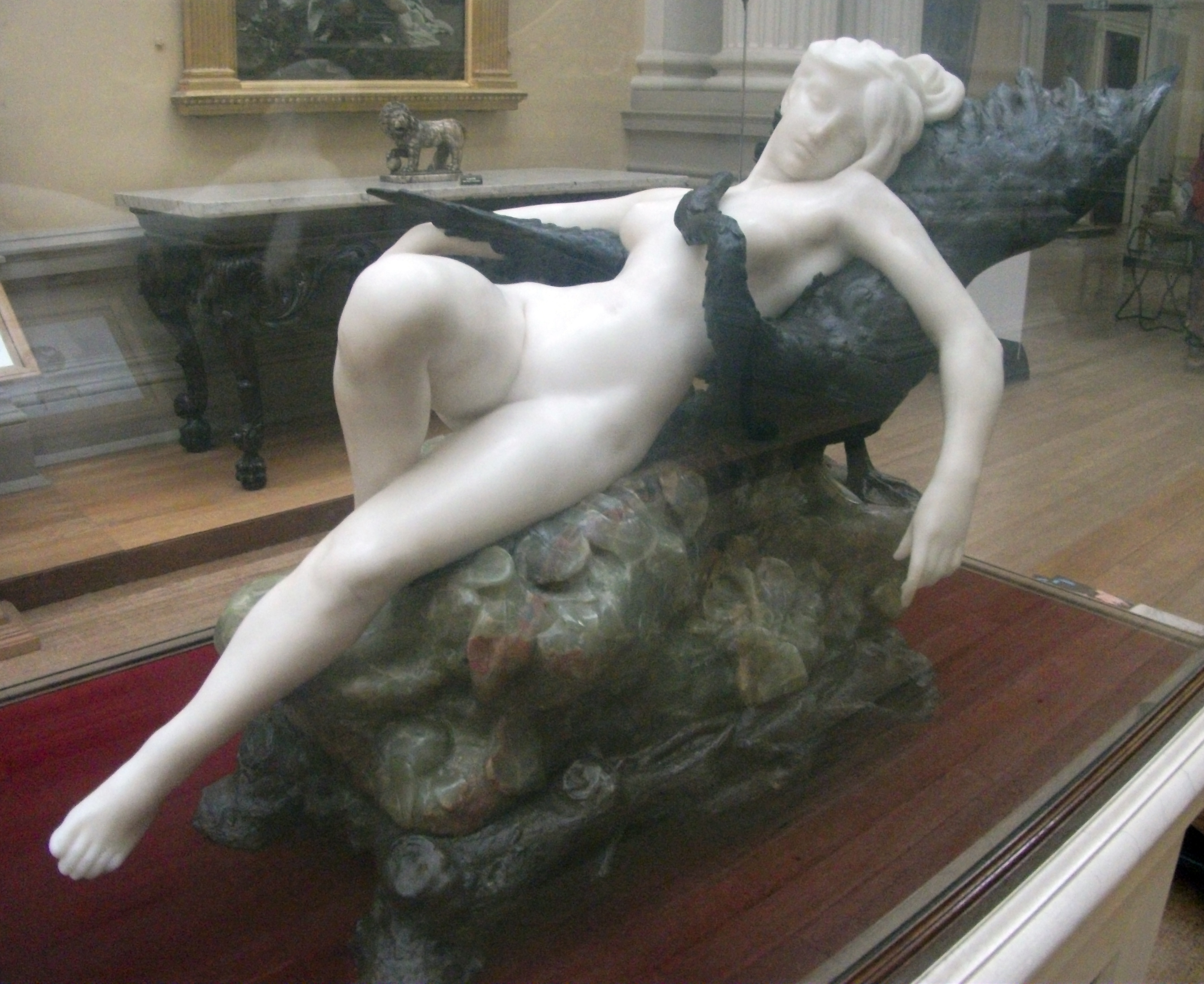
Léda et le Cygne, Liverpool, Lady Lever Art Gallery.

- La Sulamite : statuette polychrome en marbre, ivoire et or, exposée au Salon de 1897 et à l’Exposition universelle de 1900, localisation inconnue.
- Léda : statuette en marbre et en ivoire, Salon de 1898, localisation inconnue.
- Léda et le Cygne : statuette en marbre, bronze et onyx vert, Exposition universelle de 1900. Liverpool, Lady Lever Art Gallery.
- Roger et Angélique : statuette en bronze et en ivoire, Salon de 1899, localisation inconnue.
- Homme combattant une mangouste : bronze patiné, fondeur Siot-Decauville, localisation inconnue.
- Junon ou Femme au paon : statuette en marbre blanc, marbre rosé et bronze, Salon de 1902, localisation inconnue.
- Le Commerce : Salon de 1903, localisation inconnue.
- Saint Michel : statuette en bronze au Salon de 1904, en marbre au salon de 1905, localisation inconnue.

### Bustes
- Amiens, Musée de Picardie : buste en plâtre de Léon Cogniet
- Chantilly, musée Condé : buste en bronze de Léon Cogniet, commande de l’État en 1881, livré en 1888, après le séjour de l’artiste à Rome ;
- Gap, Musée Muséum départemental des Hautes-Alpes : buste en plâtre de Étienne Méhul
- Paris : Étienne Méhul : buste en bronze réalisé en 1888, conservé  à l’Institut de France, dont Méhul était membre ;
- Buste d’homme : Salon de 1881, localisation inconnue.
- M. Laussedal : membre de l’Institut, Salon de 1903, localisation inconnue.

Œuvres de Maurice Ferrary ornant le péristyle de la cour du Petit Palais à Paris
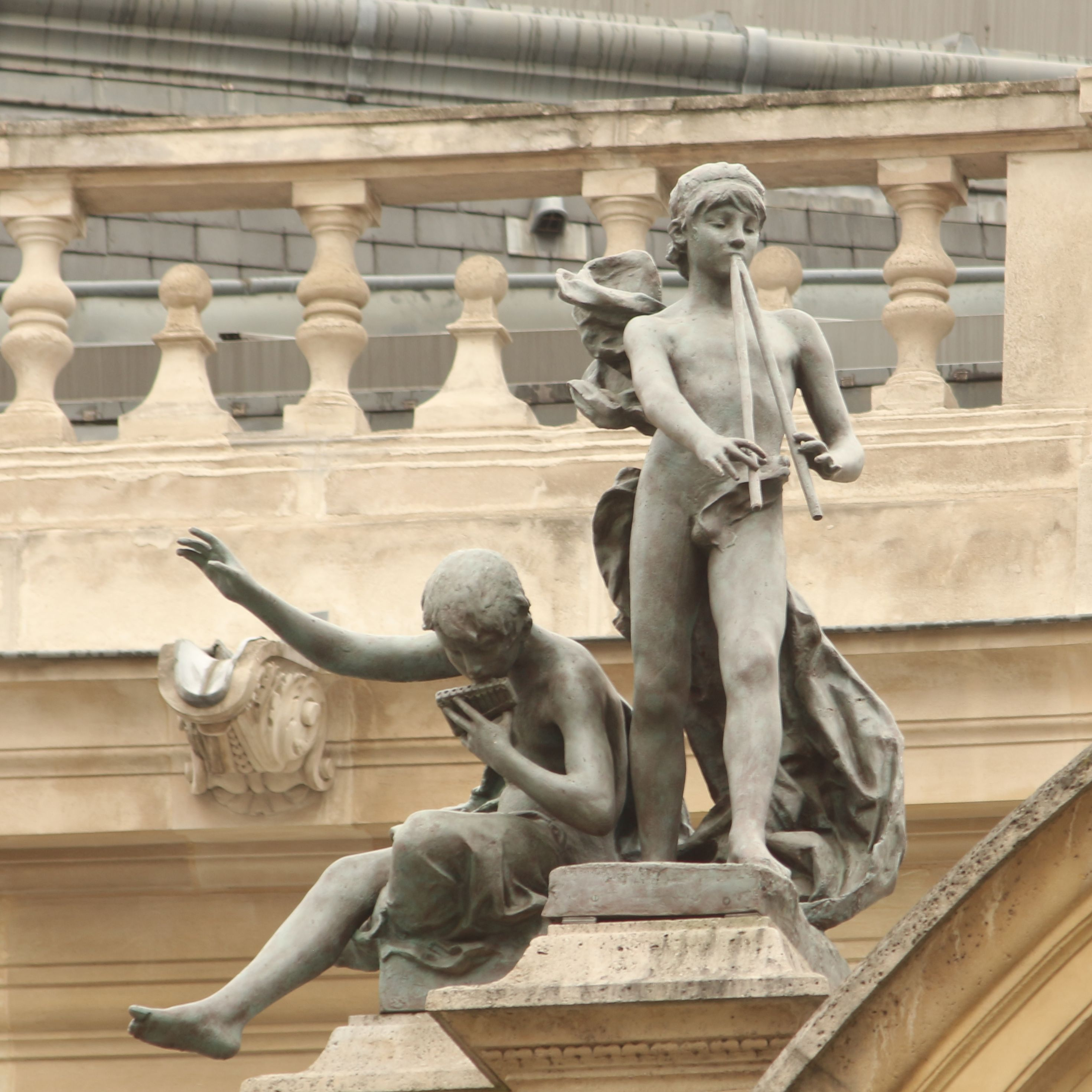
Enfants musiciens, groupe de gauche.
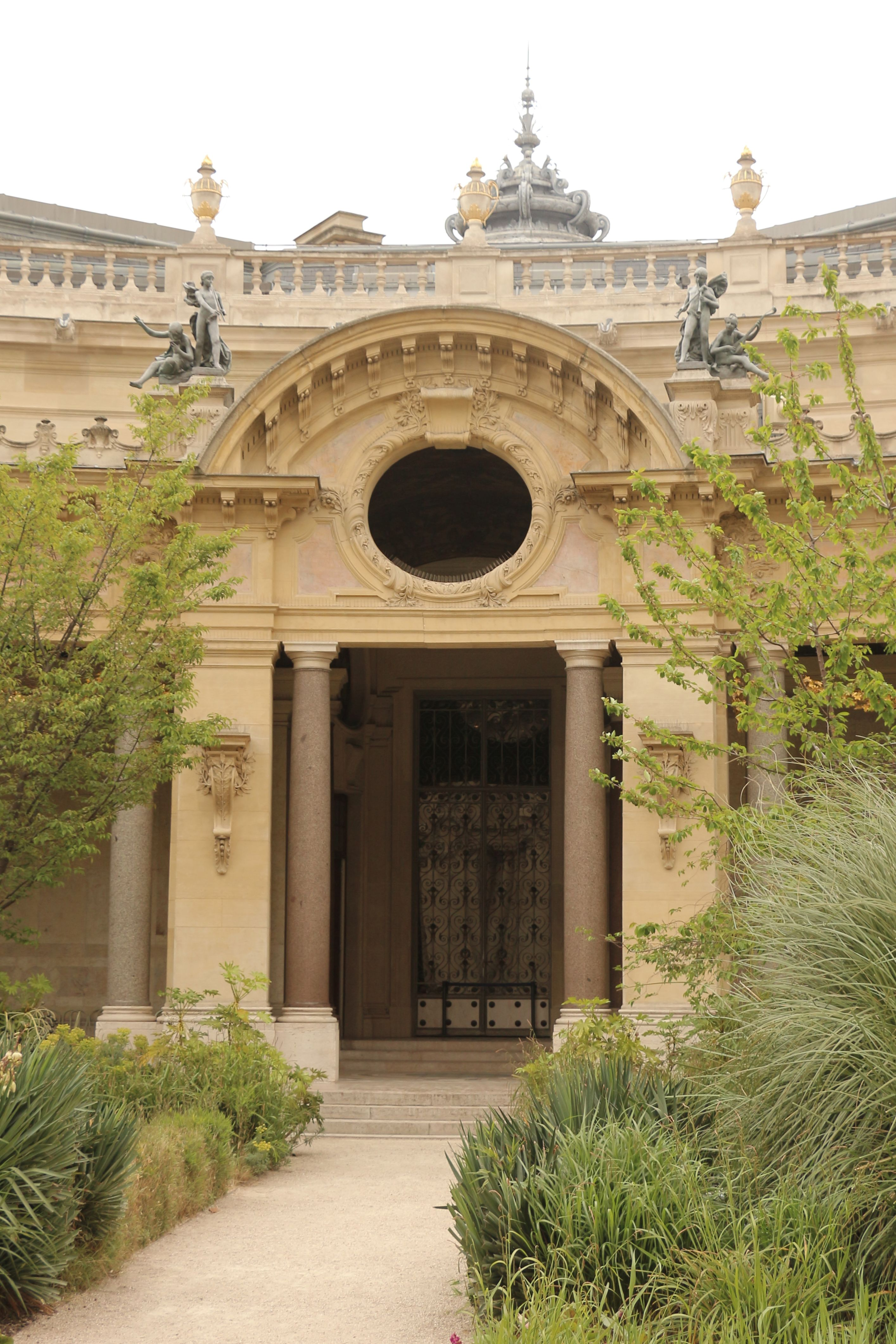
Vue du porche surmonté des Enfants Musiciens.
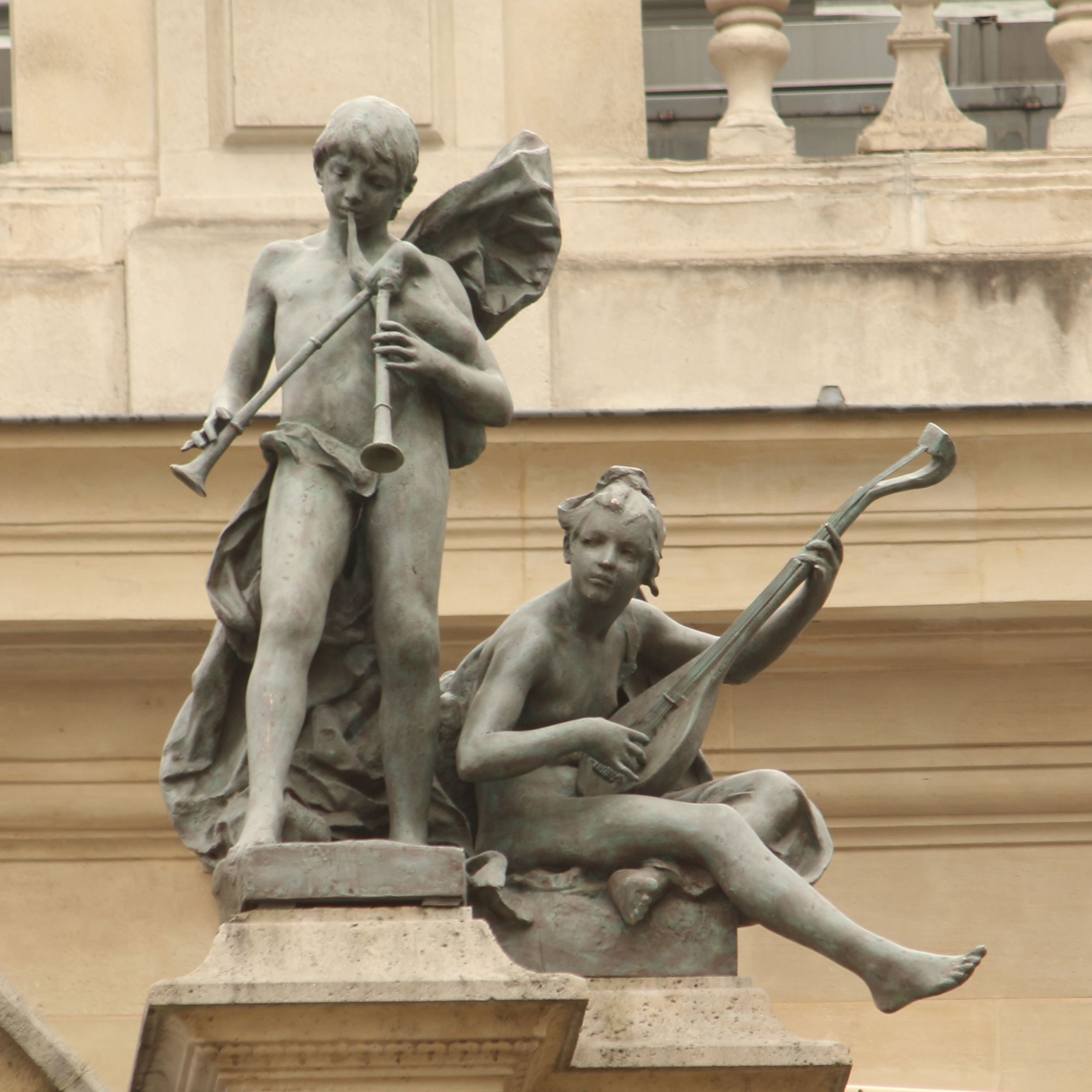
Enfants musiciens, groupe de droite